# Соматоформно разстройство
Неврози, които наподобяват телесни (соматични) болести.
1. Соматизирано соматоморфно разстройство:
Болки и функционални нарушения от различни места на тялото.
2. Хипохондрия
Пациентът е убеден, че е болен от определена, сериозна болест, от която се умира.
3. Локална болка
Фиксира болката въз основа на нечие друго заболяване.
4. Хистерия
Болните получават псевдоневрологични симптоми – слепота, глухота, двигателни парализи, възбудни симптоми. По-често се проявява при жените. Може да трае с месеци и години.